# Trichopeltheca asiatica
Trichopeltheca asiatica är en svampart som beskrevs av Bat., C.A.A. Costa & Cif. 1958. Trichopeltheca asiatica ingår i släktet Trichopeltheca och familjen Euantennariaceae.   Inga underarter finns listade i Catalogue of Life.